# Oscaruddelingen 1979
Oscaruddelingen 1979 var den 51. oscaruddeling, hvor de bedste film fra 1978 blev hædret af Academy of Motion Picture Arts and Sciences. Uddelingen blev afholdt 9. april 1979 i Dorothy Chandler Pavilion i Los Angeles, Californien, USA. Værten var komikeren og talkshow-værten Johnny Carson, der var vært for uddelingen for første gang.

## Vindere og nominerede
Nomineringen blev offentliggjort den 20. februar 1979. Vindere står øverst, er skrevet i fed.
| Bedste film - Deer Hunter – Barry Spikings, Michael Deeley, Michael Cimino og John Peverall, producere - Coming Home - På vej hjem - Jerome Hellman, producer - Himlen må vente – Warren Beatty, producer - Midnight Express – Alan Marshall og David Puttnam, producere - En fri kvinde - Paul Mazursky og Anthony Ray, producere | Bedste instruktør - Michael Cimino – Deer Hunter - Hal Ashby – Coming Home - På vej hjem - Warren Beatty og Buck Henry – Himlen må vente - Woody Allen – Rene linier - Alan Parker – Midnight Express |
| Bedste mandlige hovedrolle - Jon Voight – Coming Home - På vej hjem som Luke Martin - Warren Beatty – Himlen må vente som Joe Pendleton/Leo Farnsworth/Tom Jarrett - Gary Busey – The Buddy Holly Story som Buddy Holly - Robert De Niro – Deer Hunter som Sergeant Michael "Mike" Vronsky - Laurence Olivier – Drengene fra Brasilien som Ezra Lieberman | Bedste kvindelige hovedrolle - Jane Fonda – Coming Home - På vej hjem as Sally Hyde - Ingrid Bergman – Høstsonaten som Charlotte Andergast - Ellen Burstyn – Samme tid næste år som Doris - Jill Clayburgh – En fri kvinde som Erica Benton - Geraldine Page – Rene linier som Eve |
| Bedste mandlige birolle - Christopher Walken – Deer Hunter som Corporal Nikanor "Nick" Chevotarevich - Bruce Dern – Coming Home - På vej hjem som Captain Bob Hyde - Richard Farnsworth – Hvor vinden raser som Dodger - John Hurt – Midnight Express som Max - Jack Warden – Himlen må vente som Max Corkle | Bedste kvindelige birolle - Maggie Smith – California Suite som Diana Barrie - Dyan Cannon – Himlen må vente som Julia Farnsworth - Penelope Milford – Coming Home - På vej hjem som Vi Munson - Maureen Stapleton – Rene linier som Pearl - Meryl Streep – Deer Hunter som Linda |
| Bedste manuskript skrevet direkte til filmen - Coming Home - På vej hjem – Historie af Nancy Dowd; Manuskript af Waldo Salt og Robert C. Jones - Høstsonaten – Ingmar Bergman - Deer Hunter – Historie af Michael Cimino, Deric Washburn, Louis Garfinkle og Quinn Redeker; Manuskript af Deric Washburn - Rene linier – Woody Allen - En fri kvinde – Paul Mazursky                                                                                                   | Bedste manuskript baseret på materiale fra et andet medie - Midnight Express – Oliver Stone baseret på bogen af Billy Hayes og William Hoffer - Livet er skønt, Stony – Walter Newman baseret på romanen Bloodbrothers af Richard Price - California Suite – Neil Simon baseret på hans skuespil - Himlen må vente – Elaine May og Warren Beatty baseret på skuespillet af Harry Segall - Samme tid næste år – Bernard Slade based on his play                                                                              |
| Bedste fremmedsprogede film - Vil du elske min pige? (Frankrig) på fransk - Glascellen (Vesttyskland) på tysk - Magyarok (Ungarn) på ungarsk - I nuovi mostri (Italien) på italiensk - Belyy Bim Chernoe ukho (USSR) på russisk | Bedste dokumentar - Scared Straight! – Arnold Shapiro - Le vent des amoureux – Albert Lamorisse (posthum nominering) - Mysterious Castles of Clay – Joan Root and Alan Root - Raoni – Jean-Pierre Dutilleux and Luiz Carlos Saldanha - With Babies and Banners: Story of the Women's Emergency Brigade – Lorraine Gray |
| Bedste korte dokumentar - The Flight of the Gossamer Condor – Jacqueline Phillips Shedd og Ben Shedd - The Divided Trail: A Native American Odyssey – Jerry Aronson - An Encounter with Faces – Vidhu Vinod Chopra og K. K. Kapil - Goodnight Miss Ann – August Cinquegrana - Squires of San Quentin – J. Gary Mitchell | Bedste kortfilm - Teenage Father – Taylor Hackford - A Different Approach – Jim Belcher og Fern Field - Mandy's Grandmother – Andrew Sugerman - Strange Fruit – Seth Pinsker |
| Bedste korte animationsfilm - Special Delivery – Eunice Macauley og John Weldon - Oh My Darling – Nico Crama - Rip Van Winkle – Will Vinton | Bedste originale musik - Midnight Express – Giorgio Moroder - Drengene fra Brasilien – Jerry Goldsmith - Himlen på jorden – Ennio Morricone - Himlen må vente – Dave Grusin - Superman – John Williams |
| Bedste adapterede musik - The Buddy Holly Story – Joe Renzetti - Pretty Baby – Jerry Wexler - The Wiz – Quincy Jones | Bedste sang - "Last Dance" fra Thank God It's Friday – Musik og tekst af Paul Jabara - "Hopelessly Devoted to You" from Grease – Musik og tekst af John Farrar - "The Last Time I Felt Like This" from Samme tid næste år – Musik af Marvin Hamlisch; tekst af Alan and Marilyn Bergman - "Ready to Take a Chance Again" from Pigen der vidste for meget – Musik af Charles Fox; Tekst af Norman Gimbel - "When You're Loved" from Lassie - Verdens bedste hund – Musik og tekst af Richard M. Sherman og Robert B. Sherman |
| Bedste lyd - Deer Hunter – Richard Portman, William McCaughey, Aaron Rochin og Darin Knight - The Buddy Holly Story – Tex Rudloff, Joel Fein, Curly Thirlwell og Willie D. Burton - Himlen på jorden – John Wilkinson, Robert W. Glass Jr., John T. Reitz and Barry Thomas - Hooper - Hård hud over hele kroppen – Robert Knudson, Robert Glass, Don MacDougall og Jack Solomon - Superman – Gordon McCallum, Graham V. Hartstone, Nicolas Le Messurier og Roy Charman | Bedste kostumer - Døden på Nilen – Anthony Powell - Caravans – Renié - Himlen på jorden – Patricia Norris - Swarm – Paul Zastupnevich - The Wiz – Tony Walton |
| Best Art Direction - Hinmlen må vente – Paul Sylbert, Edwin O'Donovan og George Gaines - Av, et kup! – Dean Tavoularis, Angelo P. Graham, George R. Nelson og Bruce Kay - California Suite – Albert Brenner og Marvin March - Rene linier – Mel Bourne og Daniel Robert - The Wiz – Tony Walton, Philip Rosenberg, Edward Stewart og Robert Drumheller | Bedste fotografering - Himlen på jorden – Néstor Almendros - Deer Hunter – Vilmos Zsigmond - Himlen må vente – William A. Fraker - Samme tid næste år – Robert Surtees - The Wiz – Oswald Morris |
| Bedste klipning - Deer Hunter – Peter Zinner - Drengene fra Brasilien – Robert E. Swink - Coming Home - På vej hjem – Don Zimmerman - Midnight Express – Gerry Hambling - Superman – Stuart Baird | |